# Josef Schöffl
Josef Schöffl (prosinec 1850 Perštejn – 6. března 1918 Jáchymov) byl rakouský podnikatel a politik německé národnosti z Čech, poslanec Českého zemského sněmu.

## Biografie
Působil jako majitel mlýna v Jáchymově a člen obchodní a živnostenské komory v Chebu. Patřil mu válcový mlýn a pila. Působil jako starosta Jáchymova. Na funkci rezignoval roku 1911 poté, co mu byla vyslovena nedůvěra. Ve funkci starosty města je ovšem ještě uváděn k roku 1914. Tehdy byl zmiňován i jako okresní starosta. Na post okresního starosty byl potvrzen císařem v květnu 1913. Ve funkci setrval až do své smrti.
Zapojil se i do vysoké politiky. V zemských volbách roku 1908 byl zvolen na Český zemský sněm, kde zastupoval kurii obchodních a živnostenských komor, obvod Cheb. Uváděl se tehdy jako kandidát Německé pokrokové strany.
Zemřel náhle v březnu 1918. Bylo mu 67 let, 3 měsíce a 26 dnů.